# Magyar Remény Mozgalom
A Magyar Remény Mozgalom (MRM) (szerbül Покрет мађарске наде / Pokret mađarske nade, PMN) szerbiai, délvidéki magyar kisebbségi politikai párt, amelynek alapítója László Bálint. A párt 2009. februárjában alakult meg, és 2014. szeptemberében határozatlan időre felfüggesztette a tevékenységét.

## Főbb törekvései
A Magyar Remény Mozgalom a délvidéki/vajdasági magyar nemzeti kisebbség pártja, amely azzal a céllal jött létre, hogy képviselje a szerbiai magyar nemzeti közösség érdekeit, védje és bővítse jogait, továbbá, hogy nyelvében, kultúrájában, társadalmi és gazdasági vonatkozásban összekösse az anyaországával, a Kárpát-medence és a világ magyarságával, és olyan élhető jövőképet alakítson ki a szerbiai magyarság számára, amellyel megfordíthatóak a negatív politikai, demográfiai, gazdasági és társadalmi folyamatok.

## Szervezet főbb irányelvei
A Magyar Remény Mozgalom (MRM) délvidéki magyar kisebbségi párt, amely azzal a céllal jött létre, hogy képviselje mindazon célokat, amelyekre a délvidéki magyar közösségnek rövid, közép- és hosszú távon szüksége van a fejlődéshez és fennmaradáshoz.
A Magyar Remény Mozgalom elsősorban olyan kérdésekre helyez hangsúlyt, amelyek közvetlenül érintik a tagság, és egyáltalán a délvidéki magyarság hétköznapjait. Nemzettársaink problémáinak összegzése, elemzése és a megoldások keresése mellett, az MRM emberközelbe hozza programját és alapelveit. Ezek legfontosabb tételei és üzenetei közérthető formában kerülnek a tagság és a polgárok elé. Az MRM akciópárt jelleggel tevékenykedik, tehát nem csak politikai megnyilatkozásokkal él, de megmozdulásokat, kézzel fogható eredménnyel járó reális akciókat is szervez a tartomány és egyúttal az élet különböző területeit érintve.
Az MRM küzdelmének megértése, átérzése és az abban való részvétel nem a kiégett, önmagával társalgó, vélt vagy valós szűkebb értelmiségi csoport privilégiuma, hanem minden velünk tartó polgár joga kell, hogy legyen. Fontos, hogy a meglévő és leendő tagság megértse, az MRM nem a mindennapi politikai játszmák sűrű ködfátyla mögött akar tevékenykedni, hanem a sokunkat érintő konkrét kérdésekre keres választ és megoldást, tehát valóban az itteni magyarságnak próbál segíteni.
Ahhoz, hogy az MRM megőrizze alakulásakor meghatározott arculatát és elveit, mindenképpen szükség mutatkozott bizonyos működési és elbírálási technikák bevezetésére. Ezek szerint az MRM tagja nem lehet olyan személy, aki élete során bármilyen funkciót betöltött a kommunista-szocialista érában, valamint, akiről bizonyítható, hogy anyagi vagy más megfontolásból sokszor változtatta politikai nézeteit, illetve különböző politikai szervezetekben fordult meg.
Délvidéken nyilvánvaló a szociális kérdések megoldatlansága, a nemzeti érdekeink, valamint emberi jogaink és méltóságunk sárba tiprása egy olyan kétkulacsos vezetés részéről, amely nem tudja, de nem is akarja megfelelően végezni dolgát , hatalmát protekcionizmusra és korrupcióra építi. A településeinken a mortalitás nagyobb mint a natalitás, munkahely híján sokan emigrálnak, az elkobzott vagyonok visszaadása továbbra is csak ígéret a szájukban azoknak a politikusoknak, kik elődei maguk is az elkobzók kiszolgálói voltak.

## Néhány célkitűzése
- A szigetmagyarság védelme, a szórványmagyarság fennmaradásának támogatása és a tömbmagyarság területi autonómiájának kialakítása;
- Teljes körű autonómiával rendelkező Vajdaság autonóm tartomány megalapítása;
- A délvidéki magyarság negatív demográfiai tendenciáinak megváltoztatása, az elvándorlás és az asszimiláció megállítása;
- A közbiztonság megerősítése, a multietnikus polgárőrség létrehozása, a lopások büntetésének szigorítása;
- Küzdelem a Délvidék demográfiai helyzetét erőszakosan megváltoztató betelepítések ellen;
- A délvidéki nemzeti kisebbségekkel szembeni támadások, atrocitások kivizsgálása;
- A lezáratlan történelmi események tisztázása, a magyarellenes háborús cselekmények utáni jóvátétel elérése;
- A magyar polgárok nemzettudatának erősítése, kulturális és művelődési értékeink bemutatása;
- Teljes körű, szavazati joggal járó magyar állampolgárság kiharcolása;
- A lemaradott magyarok lakta kistérségek gazdasági és társadalmi szempontú felzárkóztatása;
- Az egyenlő nyelvhasználat érvényesítése a gyakorlatban, vagyis a hivatalokban és az utcákon egyaránt;
- Minden egyéb, a magyarsággal kapcsolatos kérdés és probléma rendezése.

## Pozíciói Délvidéken
Az MRM-nek a vajdasági Magyar Nemzeti Tanácsban 1 választott képviselője volt, valamint 3 bizottsági tagot delegált a 2011. és 2014. közötti ciklusban. Az MRM 1 tagot delegált a Szekeres László Alapítvány kuratóriumába 2011. és 2014. között, valamint 1-1 önkormányzati tanácsnoki hellyel rendelkezett Szabadka Város és Magyarkanizsa Község önkormányzataiban, 2012. és 2016. között.